# Ju-ne
Koo Jun-hoe, (en coréen : 구준회), également connu sous le nom de scène Ju-ne ou encore Jun-hoe, né le 31 mars 1997 à Séoul, est un chanteur sud-coréen et membre du boys band iKon sous YG Entertainment. 
Il a participé aux programmes de survie Win : Who Is Next et Mix & Match respectivement en 2013 et 2014. 

## Biographie

### Jeunesse
Koo Jun-hoe est né le 31 mars 1997 à Séoul, en Corée du Sud. En mars 2009, il fait sa première apparition à la télévision sur Star King de SBS en tant que « Michael Jackson de 13 ans ». En 2011, Jun-hoe est apparu dans la première saison de K-pop Star de SBS. Après son élimination de l'émission, en avril 2012, il a été repéré par YG Entertainment et a rejoint l'entreprise en tant que stagiaire. 

### Depuis 2013:Win: Who Is Next,Mix & Matchet iKon
En 2013, Jun-hoe a rejoint le programme de survie de la chaîne Mnet Win : Who Is Next en tant que membre de l'équipe B. L'émission s'est terminé avec la victoire de l'équipe A et ses débuts en tant que Winner, et l'équipe B est retournée s'entraîner sous le label YG. Peu de temps après, en 2014, YG Entertainment a annoncé que les membres de l'équipe B seraient à nouveau en compétition dans une deuxième émission de télé-réalité, Mix & Match. L'émission a donné lieu aux débuts de tous les membres de l'équipe B aux côtés de Jung Chan-woo, sous le nom d'iKon. 
Le 15 septembre 2015, iKon a fait ses débuts avec le single de pré-sortie My Type, suivi peu de temps après par les singles principaux Rhythm Ta et Airplane, avec Jun-hoe participant à la production de Rhythm Ta. Le 4 octobre 2015, iKon a fait sa première apparition dans une émission musicale sur Inkigayo de SBS, recevant simultanément sa troisième victoire pour le single My Type. 

## Discographie

### Single
| Titre                                        | Année | Position maximale dans le classement | Ventes         |
| Titre                                        | Année | KOR                                  | Ventes         |
| -------------------------------------------- | ----- | ------------------------------------ | -------------- |
| It's Love (사랑인걸) (avec Bobby & Donghyuk) | 2016  | 20                                   | - KOR : 54 668 |

### Crédits d'écriture
| Year | Artist | Song      | Album               | Lyrics | Music |
| ---- | ------ | --------- | ------------------- | ------ | ----- |
| 2013 | Team B | Climax    | Win Final Battle    | Oui    | Non   |
| 2015 | iKon   | Rhythm Ta | Welcome Back        | Non    | Oui   |
| 2015 | iKon   | Love Me   | Dumb & Dumber (JPN) | Oui    | Oui   |

## Filmographie

### Série télévisée
- 2023 : Twinkling Watermelon (반짝이는 워터멜론)

### Émissions de télévision
| Année | Chaîne | Titre                              | Notes                         | Ref.  |
| ----- | ------ | ---------------------------------- | ----------------------------- | ----- |
| 2009  | SBS    | Star King                          | Participant                   | [ 2 ] |
| 2011  | SBS    | K-pop Star                         | Concurrent                    | [ 3 ] |
| 2013  | Mnet   | WIN : Who Is Next                  | Concurrent                    | [ 5 ] |
| 2014  | Mnet   | Mix & Match                        | Concurrent                    | [ 5 ] |
| 2018  | MBC    | It's Dangerous Beyond the Blankets | Membre de l'émission (Ep 2-3) | [ 9 ] |